# 小豆郡
小豆郡（日语：／ Shōzu gun */?）是日本香川縣的一郡，轄區包括了小豆島全島及周邊幾個小島。
現轄有以下2町：
- 土庄町
- 小豆島町

## 歷史
應神天皇時代屬於吉備國兒島郡的一部分，在吉備國被拆分後，屬於備前國。平安時代初期至南北朝時代是日本皇室的御領地。
南北朝爭亂期間，由細川氏佔領，直到江戶時代先後成為豐臣氏和江戶幕府的天領，1830年後部分地區又成為德川家親藩津山藩的領地。
在江戶時代以前，現在的小豆郡轄區並非單獨設置為一個郡，而這個地區是直接稱為「小豆島」地區，此地區在明治維新後，小豆島先後隸屬倉敷縣（現已被拆分併入岡山縣和廣島縣）、津山縣（現已被合併為岡山縣的一部分）、丸龜縣（現已被合併為香川縣的一部分）、北條縣（現已被合併為岡山縣的一部分）、名東縣（現已被拆分成為德島縣、香川縣，並有部分地區被併入兵庫縣）、愛媛縣，最終屬於現在的香川縣。但直到1878年7月22日實施郡區町村編制法後，才正式設置小豆郡。

### 沿革
- 依據《旧高旧领取调帐》中记载，明治初期便已存在的村落包括：
  - 幕府领（3村）：草加部村、大部村、福田村。
  - 津山藩（6村）：池田村、土庄村、渊崎村、小海村、上庄村、肥土山村。
- 1880年調整行政區劃： （44村）
  - 草加部村分割为上村、下村、片城村。
  - 新設置笠泷村、黑岩村、小马越村、蒲生村、中山村、二面村、室生村、吉野村、神浦村、蒲野村、西村、安田村、本庄村、橘村、岩谷村、当滨村、苗羽村、古江村、堀越村、田浦村、坂手村、吉田村、小部村、见目村、屋形崎村、马越村、小江村、长滨村、泷宫村、伊喜末村、家浦村、唐柜村、甲生村。
- 1890年2月15日：實施町村制，小豆郡下轄：土庄村、北浦村、四海村、豐島村、大鐸村、淵崎村、大部村、池田村、二生村、三都村、西村、安田村、苗羽村、草壁村、坂手村、福田村。（16村）
  - 土庄村（单独村制。現土庄町）
  - 渊崎村 ← 渊崎村、上庄村（現土庄町）
  - 大铎村 ← 肥土山村、笠泷村、黑岩村、小馬越村（現土庄町）
  - 池田村 ← 池田村、蒲生村、中山村（現小豆島町）
  - 二生村 ← 二面村、室生村（現小豆島町）
  - 三都村 ← 吉野村、神浦村、蒲野村（現小豆島町）
  - 西村（单独村制。現小豆島町）
  - 草壁村 ← 上村、下村、片城村（現小豆島町）
  - 安田村 ← 安田村、木庄村、橘村、岩谷村、当滨村（現小豆岛町）
  - 苗羽村 ← 苗羽村、古江村、堀越村、田浦村（現小豆島町）
  - 坂手村（单独村制。現小豆島町）
  - 福田村 ← 福田村、吉田村（現小豆島町）
  - 大部村 ← 大部村、小部村（現土庄町）
  - 北浦村 ← 小海村、見目村、屋形崎村、馬越村（現土庄町）
  - 四海村 ← 伊喜末村、小江村、長浜村、滝宮村（現土庄町）
  - 丰岛村 ← 家浦村、唐柜村、甲生村（現土庄町）
- 1898年2月11日：土庄村改制為土庄町。（1町15村）
- 1917年1月1日：草壁村改制為草壁町。（2町14村）
- 1929年5月5日：池田村改制為池田町。（3町13村）
- 1951年4月1日：西村、草壁町、安田村、苗羽村、坂手村合併為內海町。（3町9村）
- 1954年10月1日：池田町、二生村、三都村合併為新設置的池田町。（3町7村）
- 1955年4月1日：土庄町、北浦村、四海村、豐島村、大鐸村、淵崎村合併為新設置的土庄町。（3町2村）
- 1957年3月31日：內海町和福田村合併為新設置的內海町。（3町1村）
- 1957年7月1日：大部村被併入土庄町。（3町）
- 2006年3月21日：池田町和內海町合併為小豆島町。[3]（2町）

### 變遷表
| 1890年2月15日 | 1890年 - 1926年      | 1926年 - 1954年      | 1926年 - 1954年            | 1955年 - 1989年            | 1989年 - 現在                | 現在                         |
| ------------- | -------------------- | -------------------- | -------------------------- | -------------------------- | ---------------------------- | ---------------------------- |
| 土庄村        | 1898年2月11日 土庄町 | 1898年2月11日 土庄町 | 1898年2月11日 土庄町       | 1955年4月1日 合併為土庄町  | 土庄町                       | 土庄町                       |
| 北浦村        |                      |                      |                            | 1955年4月1日 合併為土庄町  | 土庄町                       | 土庄町                       |
| 四海村        |                      |                      |                            | 1955年4月1日 合併為土庄町  | 土庄町                       | 土庄町                       |
| 豐島村        |                      |                      |                            | 1955年4月1日 合併為土庄町  | 土庄町                       | 土庄町                       |
| 大鐸村        |                      |                      |                            | 1955年4月1日 合併為土庄町  | 土庄町                       | 土庄町                       |
| 淵崎村        |                      |                      |                            | 1955年4月1日 合併為土庄町  | 土庄町                       | 土庄町                       |
| 大部村        | 大部村               | 大部村               | 大部村                     | 1957年7月1日 併入土庄町    | 土庄町                       | 土庄町                       |
| 池田村        | 池田村               | 1929年5月5日 池田町  | 1954年10月1日 合併為池田町 | 1954年10月1日 合併為池田町 | 2006年3月21日 合併為小豆島町 | 2006年3月21日 合併為小豆島町 |
| 二生村        |                      |                      | 1954年10月1日 合併為池田町 | 1954年10月1日 合併為池田町 | 2006年3月21日 合併為小豆島町 | 2006年3月21日 合併為小豆島町 |
| 三都村        |                      |                      | 1954年10月1日 合併為池田町 | 1954年10月1日 合併為池田町 | 2006年3月21日 合併為小豆島町 | 2006年3月21日 合併為小豆島町 |
| 西村          | 西村                 | 西村                 | 1951年4月1日 合併為內海町  | 1957年3月31日 合併為內海町 | 2006年3月21日 合併為小豆島町 | 2006年3月21日 合併為小豆島町 |
| 安田村        |                      |                      | 1951年4月1日 合併為內海町  | 1957年3月31日 合併為內海町 | 2006年3月21日 合併為小豆島町 | 2006年3月21日 合併為小豆島町 |
| 苗羽村        |                      |                      | 1951年4月1日 合併為內海町  | 1957年3月31日 合併為內海町 | 2006年3月21日 合併為小豆島町 | 2006年3月21日 合併為小豆島町 |
| 草壁村        | 1917年1月1日 草壁町  | 1917年1月1日 草壁町  | 1951年4月1日 合併為內海町  | 1957年3月31日 合併為內海町 | 2006年3月21日 合併為小豆島町 | 2006年3月21日 合併為小豆島町 |
| 坂手村        |                      |                      | 1951年4月1日 合併為內海町  | 1957年3月31日 合併為內海町 | 2006年3月21日 合併為小豆島町 | 2006年3月21日 合併為小豆島町 |
| 福田村        |                      |                      |                            | 1957年3月31日 合併為內海町 | 2006年3月21日 合併為小豆島町 | 2006年3月21日 合併為小豆島町 |